# Xixuthrus arfakianus
Xixuthrus arfakianus là một loài bọ cánh cứng trong họ Cerambycidae.